# Новый Луч (Комаричский район)
Новый Луч — упразднённое в 1986 году село в Комаричском районе Брянской области РСФСР СССР. Входило в состав Быховского сельского совета. Упразднено 13 мая 1986 года.

## География
Располагалось в верховье безымянного ручья впадающего в реку Воробейня, в 3,5 км к северо-западу от села Быхово.

## История
В 1964 году Указом Президиума ВС РСФСР село Жадино переименовано в Новый Луч.
Решением Брянского облисполкома от 13 мая 1986 года село Новый Луч исключено из учётных данных (ГАБО. Ф.Р-6. Оп.9. Д.885. Л.441-445).